# Town Center One

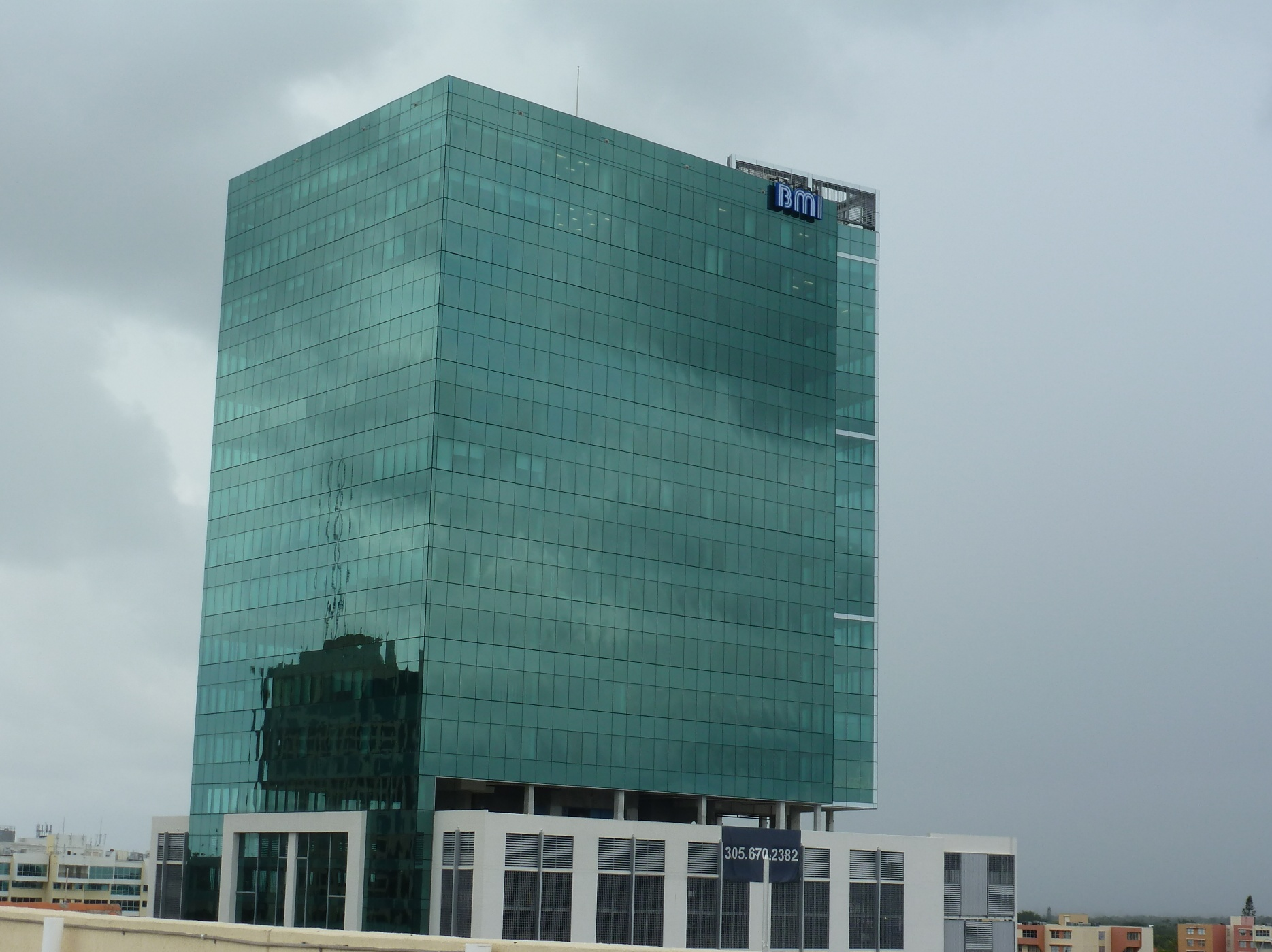
Edificio de grandes proporciones útil para Bancos y Oficinas

Town Center One es un rascacielos situado en Dadeland, una zona urbana no incorporada del condado de Miami-Dade, Florida. Construido entre 2007 y 2009, contiene oficinas comerciales de clase A y se construyó cerca del final de la burbuja inmobiliaria estadounidense de la década de 2000. El edificio alcanza una altura de unos 295 pies (90 m), lo que lo convierte en uno de los edificios más altos de Dadeland. El edificio destaca por su fachada de muro cortina de cristal verde oscuro. Esto fue el resultado de un cambio de diseño; como su nombre indica, el edificio estaba destinado a ser el primero de varios edificios en un desarrollo de uso mixto. Debido a las malas condiciones del mercado y a un exceso de espacio de oficinas en la región, el edificio estuvo prácticamente vacío hasta varios años después de su finalización. En 2011, la mayoría de las unidades fueron ejecutadas cuando un préstamo de construcción no pudo ser pagado, lo que llevó a la reestructuración de las finanzas del edificio en 2012 por su inquilino principal, BMI Companies.